# Aniware
Aniware är ett svenskt företag som utvecklar datorspel och mobilspel. Företaget grundades av Stefan Gadnell 1995 och han är själv företagets flitigaste speldesigner.
Företaget har sin grund i Gadnells enskilda firma Mixedia genom vilken han bland annat utvecklade Backpacker tillsammans med Jens Thorsen. Thorsens bolag hette Tati och spelet gavs ut under namnet Tati Mixedia. När verksamheten skulle bolagiseras valde Gadnell att ändra namnet till Aniware. År 1998 anställde företaget animatören Eckhardt Milz som kom att sätta prägel på spelen Agharta och Journalist.
Våren 2001 lades företaget ner. Gadnell valde dock att starta upp verksamheten på nytt för satsa på spela för telefoner och surfplattor. Det första spelet, Quiz15, kom i april 2010.

## Spel
- Backpacker (1995, PC & Mac)
- Backpacker 2 (1997, PC & Mac)
- Teazle (PC & Mac)
- Teazle 2 (PC & Mac)
- Journalist (2000, PC & Mac)
- Agharta (PC & Mac)
- AniGuess (PC & Mac)
- Quiz15 (2010, Iphone, i samarbete med Piro AB)
- Lost Mummy (Iphone)
- Brutal Labyrinth (2011, Iphone)